# (Marie’s the Name) His Latest Flame
(Marie’s the Name) His Latest Flame – piosenka Elvisa Presleya z 1961 roku.
Pierwotnie utwór ten został stworzony przez Doca Pomusa i Morta Shumana, a jego pierwszym wykonawcą był Del Shannon. Zamieszczona została w czerwcu 1961 na płycie Runaway With Del Shannon.
Wersja Presleya okazała się bardziej udana i zyskała większą popularność. Piosenka dotarła do 4. miejsca na prestiżowej liście Billboard Hot 100 i znalazła się na 1. miejscu brytyjskiej listy singli, będąc na szczycie tej listy przez 4 kolejne tygodnie.